# Museo Histórico-Arqueológico de Quillota
El Museo Histórico-Arqueológico de Quillota (MHAQ) está situado en la calle San Martín, número 336, en la ciudad de Quillota, Valparaíso, Chile.
Se halla emplazado en el inmueble decretado como Monumento Nacional Casa Colonial,. En 1976 fue declarada Monumento Nacional. Desde entonces parte de la comunidad solicitó que este inmueble pasase a manos del Estado para otorgarle fines culturales. Entretanto, la vivienda soportó el terremoto de 1985, que la dejó con considerables daños, sobre todo en sus tabiques interiores, techumbre, cielos, estuco y pinturas. Es a partir del año 2010 que la Casona Colonial alberga la Biblioteca Pública N° 83 Melvin Jones y el Museo Histórico-Arqueológico de Quillota. Este último además cobija un amplio Archivo Histórico sobre la zona. En 1999, este Monumento Nacional, mediante el D.E. 322, fijó sus actuales límites. Archivo Histórico de Quillota Archivado el 1 de junio de 2016 en Wayback Machine..
El MHAQ cuenta con el sistema de registro digital de las colecciones (SRC) y la base de datos arqueológica, mediante las cuales pretende divulgar la riqueza y diversidad del legado cultural del valle de Quillota. Los objetos conservados provienen, en su mayoría, de excavaciones arqueológicas realizadas desde mediados del siglo XX en el curso medio del río Aconcagua (V Región de Valparaíso, Chile), y, en menor medida, de donaciones particulares. Dicha base de datos, alberga una amplia colección patrimonial que abarca la prehistoria e historia local y regional. 
Esta ingresado en el Registro de Museos de Chile, en el cual aparece la siguiente descripción: "El Museo Histórico Arqueológico de Quillota (MHAQ), dependiente del Área Comunicación Cultura y Turismo de la Ilustre Municipalidad de Quillota, fue creado oficialmente el 05 de Diciembre de 1997, por iniciativa del Taller de Investigación y Difusión de la Historia y Geografía de Quillota, para rescatar la tradición Patrimonial Histórica y Arqueológica de nuestra ciudad".
En su base de datos histórico arqueológica, es posible encontrar relevante información sobre los bienes custodiados y protegidos por la Ley 17.288 de Monumentos Nacionales.

## Creación
El Museo Histórico-Arqueológico de Quillota, dependiente del Área Comunicación Cultura y Turismo de la Ilustre Municipalidad de Quillota, fue fundado el 5 de diciembre de 1997 por iniciativa del Taller de Historia y Geografía de Quillota, dirigido por el profesor Herman Arellano Villarroel, y procura el rescate, preservación, investigación y difusión del patrimonio cultural material e inmaterial de las culturas prehispánicas asentadas en el Valle del Aconcagua.

## Colección
- Bienes arqueológicos: Son de época prehispánica. La mayor parte de los miles de objetos conservados provienen del ámbito funerario y se preservan completos y fragmentados. Mayoritariamente, proceden de manufactura cerámica, y, en menor cantidad, de manufactura de conchas, lítica, maderera y metalúrgica.

- Bienes bioantropologicos: Del período prehispánico. Comprende restos humanos, en torno a unos 200 individuos, provenientes de diversas necrópolis de la zona, destacando el sitio Estadio de Quillota, lugar del actual Estadio Municipal Lucio Fariña Fernández.

- Bienes históricos: Comprende desde el siglo XVIII en adelante. Formada por alrededor de 170 objetos, testigos de la vida cotidiana, doméstica e industrial de la sociedad quillotana.